# Julie Piekarski
Julie Ann Piekarski (San Luis, 2 de enero de 1963) es una actriz estadounidense, reconocida por su papel como Sue Ann Weaver en la popular serie de televisión The Facts of Life.

## Carrera
Piekarski inició su carrera como actriz infantil en la serie The New Mickey Mouse Club en 1977. Tras conseguir popularidad trabajando con Disney, fue elegida para interpretar el papel de Sue Ann Weaver en la serie The Facts of Life entre 1979 y 1981. Más tarde, en 1986, apareció en un episodio especial. A partir de entonces registró actuaciones en populares series como Diff'rent Strokes, General Hospital, Quincy, M.E. y Three's Company.
Tras desempeñarse como reportera del canal KPLR-TV en San Luis entre los años 1986 y 1988, Piekarski se casó con el dentista John Probst, divorciándose en 2017. Residieron cerca de San Luis con sus tres hijos.

## Filmografía

### Cine
| Año  | Título                         | Papel | Notas |
| ---- | ------------------------------ | ----- | ----- |
| 2016 | The Importance of Doubting Tom | Sally |       |

### Televisión
| Año           | Título                        | Papel          | Notas         |
| ------------- | ----------------------------- | -------------- | ------------- |
| 1977–78       | The New Mickey Mouse Club     | Mouseketeer    | 130 episodios |
| 1977          | The Wonderful World of Disney | Mouseketeer    | 1 episodio    |
| 1979          | Diff'rent Strokes             | Sue Ann Weaver | 1 episodio    |
| 1979–81, 1986 | The Facts of Life             | Sue Ann Weaver | 17 episodios  |
| 1981          | The Best of Times             | Julie          | 1 episodio    |
| 1981          | The Miracle of Kathy Miller   | Carol          | Telefilme     |
| 1982          | Quincy, M.E.                  | Julie          | 1 episodio    |
| 1983          | Three's Company               | Julie Lipton   | 1 episodio    |
| 1983          | ABC Afterschool Specials      | Sarah          | 1 episodio    |